# Слюсар Валентин Васильович
Валентин Слюсар (народився 15 вересня 1977 року в Києві) — колишній український футболіст, півзахисник. За свою кар'єру провів понад 200 матчів у вищому дивізіоні чемпіонату України. Після завершення активної кар'єри гравця став футбольним тренером.

## Біографія

### Клубна кар'єра
Вихованець спортивної школи київського «Динамо», перший тренер — Віктор Кащей. Проте пробитися до основної команди Валентин не зумів і виступав виключно за другу та третю команду в нижчих дивізіонах.
Влітку 1998 року перейшов у донецький «Металург», за який 27 серпня 1998 року дебютував у Вищій лізі. На початку 1999 року переїхав у Росію, підписавши контракт з ростовським «Ростсільмашем». Проте за кордоном у Слюсара гра не пішла і він здебільшого виступав за другу команду.

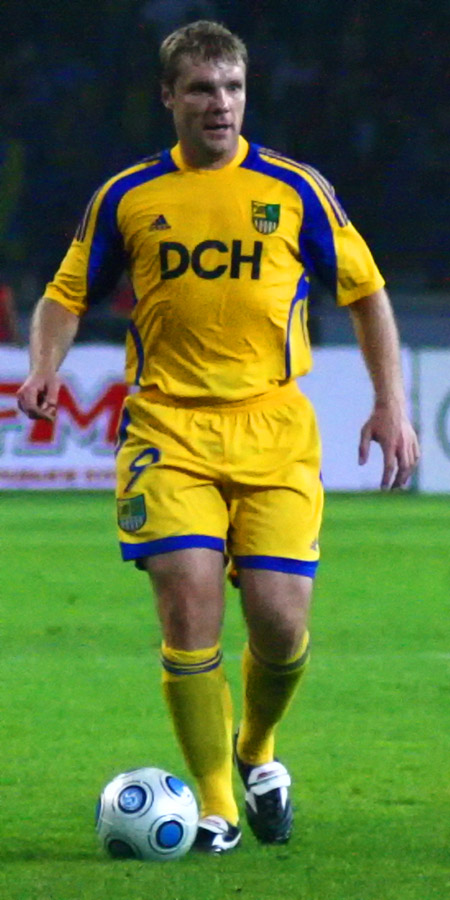
Валентин Слюсар під час виступів за «Металіст». 2009 рік

На початку 2000 року повернувся в Україну, підписавши контракт з першоліговою Оболонню-ППО, в якій провів півроку, після чого перейшов у «Закарпаття», де відразу став основним гравцем команди і в першому ж сезоні допоміг ужгородському клубу вперше в історії вийти до Вищої ліги. Щоправда, втриматись в еліті закарпатці не змогли і Слюсар покинув команду, підписавши контракт з вищоліговою «Поліграфтехнікою».
Через фінансову скруту влітку 2003 році команда була змушена на рік призупинити своє членство у ПФЛ і Слюсар на правах вільного агента перейшов у першолігову вінницьку «Ниву».
Влітку 2004 року «Закарпаття» знову вийшло до вищої ліги і запросила назад свого колишнього досвідченого гравця, який зіграв майже в усіх матчах сезону і допоміг ужгородцям залишитись в еліті. Там його запримітив харківський «Металіст», який влітку 2005 року підписав контракт з гравцем. У складі харківської команди Валентин відразу став основним гравцем і з 2007 року чотири рази поспіль здобував з клубом бронзові нагороди чемпіонату. Проте у сезоні 2009/10 Слюсар втратив місце в основі і виходиив здебільшого на заміну, тому влітку 2010 року після завершення контракту покинув клуб.
В липні 2010 року на правах вільного агента підписав контракт з прем'єрліговою «Оболонню», куди його запросив Сергій Ковалець, знайомий з можливостями гравця ще по виступах за «Металіст». За «пивоварів» Слюсар відіграв два сезони і після того як клуб покинув елітний дивізіон завершив ігрову кар'єру.
Сезон 2018/19 провів у складі «Медеї» (Ужгород), який виступав у групі 1 другої ліги чемпіонату України з футзалу.

### Збірна
Виступав у юнацьких збірних різних вікових категорій. 1994 року став бронзовим призером чемпіонату Європи з футболу серед 16-річних в Ірландії, на якому відзначився одним голом.
Дебютував у складі національної збірної України 19 листопада 2008 року в товариському матчі зі збірною Норвегії (1-0), вийшовши з перших хвилин матчу на рідному для себе ОСК «Металіст». 1 квітня 2009 року провів другий матч за збірну в рамках відбору до чемпіонату світу 2010 року проти збірної Англії. Цей матч став останнім для Слюсара в футболці збірної України

### Тренерська кар'єра
В липні 2012 року став тренером молодіжної команди «Говерли», а через рік був призначений на посаду тренера юнацької команди, де пропрацював до літа 2016 року. У лютому 2017 року ввійшов до тренерського штабу «Буковини», яку очолив Олег Ратій. У червні того ж року за обопільною згодою сторін співпраця між тренером та командою була припинена. Наразі Валентин Слюсар є головним тренером виноградівського "Севлюша" – команди аматорського чемпіонату Закарпаття з футболу.

## Факти
- У Вищій / Прем'єр лізі України провів 245 матчів, забив 23 гола.
- У Кубку України провів 29 матчів, забив 4 гола.
- У Єврокубках провів 15 матчів, забив 2 гола.

## Досягнення
- Бронзовий призер Чемпіонату України (4): 2006/07, 2007/08, 2008/09, 2009/10
- Півфіналіст Кубка України (2): 2006/07, 2008/09
- Срібний призер Першої ліги України (3): 1996/97, 1997/98, 2000/01